# Hubert Lanz
Hubert Lanz, nemški general, * 22. maj 1896, † 12. maj 1982.